# Enzo Leopold
Enzo Leopold (* 23. Juli 2000 in Zell am Harmersbach) ist ein deutscher Fußballspieler. Der Mittelfeldspieler spielt seit der Saison 2022/23 bei Hannover 96.

## Karriere

### Verein
Nach seinen Anfängen in der Jugend des FV Unterharmersbach und des Zeller FV 1920 wechselte er im Sommer 2012 in die Jugendabteilung des SC Freiburg. Für seinen Verein bestritt er 33 Spiele in der B-Junioren-Bundesliga und 52 Spiele in der A-Junioren-Bundesliga, bei denen ihm insgesamt zehn Tore gelangen. Am Ende der Saison 2017/18 wurde er mit seiner Mannschaft Sieger im DFB-Pokal der Junioren mit einem 2:1-Sieg gegen den 1. FC Kaiserslautern. Nach seiner Juniorenzeit schaffte er zur Saison 2019/20 nicht den Sprung in den Bundesligakader, sondern wurde in die zweite Mannschaft integriert, die in der viertklassigen Regionalliga Südwest spielte. Am Ende der Saison 2020/21 feierte er mit seiner Mannschaft die Meisterschaft in der Regionalliga Südwest und stieg damit in die 3. Liga auf. In der Saison 2021/22 absolvierte Leopold 24 Drittligaeinsätze (19-mal von Beginn), in denen er 3 Tore erzielte.
Zur Saison 2022/23 wechselte Leopold in die 2. Bundesliga zu Hannover 96. Er unterschrieb einen Vertrag bis zum 30. Juni 2024. Nachdem er in seiner Premierensaison teilweise nicht im Kader stand, wurde er in der Saison 2023/24 Stammspieler bei den Niedersachsen.
Sein aktueller Vertrag in Hannover läuft bis 30. Juni 2026.

## Erfolge
- Meister der Regionalliga Südwest und Aufstieg in die 3. Liga: 2021
- DFB-Junioren-Pokalsieger: 2018